# Dote (derecho romano)
En Derecho romano, la dote o dos es una donación especial que se hace al marido, de parte del pater familias  de su mujer, con la finalidad de contribuir a las cargas económicas derivadas de la celebración del matrimonio. Cuando el marido no es sui iuris, es el progenitor quien adquiere la dote, pero cuando se produce la muerte del padre, esta pasa a estar bajo la propiedad del marido aunque el familiar no se la hubiese legado.
La constitución de la dote, que queda documentada en un instrumentum dotale, representa junto a determinados actos que dan por iniciada la convivencia una de las pruebas evidentes de la honorabilidad del matrimonio. Lo más habitual es que sea el padre de la novia, o en su defecto el sujeto que tuviese la potestad sobre la misma, quien se encargue de la constitución de la dote (en este caso, la dote se denomina profecticia), aunque también puede suceder que la constituya la misma mujer, siempre y cuando sea sui iuris, u otra persona cualquiera (dote adventicia). Al igual que sucede con las donaciones, la dote supone un lucro que se puede manifestar por medio de una transmisión de propiedad, por constitución de un derecho real o por extinción de una deuda, y en general por otros mecanismos cuya finalidad es el incremento positivo o una liberación con respecto al patrimonio del marido o de la persona que ostenta la potestad sobre el mismo.

## Constitución dotal
Cuando se habla de dotis datio nos estamos refiriendo a la constitución efectiva de la dote, y en el supuesto caso de que el matrimonio viniese a fallar procedería la condictio para volver a recuperar la propiedad ejercida sobre el conjunto de bienes dotales. Existen dos maneras diferentes de manifestarse la promesa de dotar, que son la forma estipulatoria (promissio dotis) o la forma de asignación oral de dote sin pregunta previa (dictio dotis), siendo únicamente posible esta última a la mujer, a su padre o al deudor de la mujer por delegación de ella.
Aunque durante el transcurso de la época post-clásica las formas promisorias desaparecen, la dote se puede continuar constituyendo por medio de un pacto dotal documentado, llegando a considerarse como válido un pacto verbal desde el periodo justinianeo.

## La dote entendida comores uxoria
A pesar de que la dote se haga en un principio de la propiedad del marido, esta tiene la consideración de cosa de la mujer (res uxoria) y consecuentemente, la esposa podrá recuperarla en determinadas circunstancias. Es así como se genera un régimen especial, en el que el marido adquiere la titularidad sobre los bienes de la dote, pero se trata de una titularidad para el marido cuyo habere (la capacidad de disposición física o jurídica) queda muy limitada. La pertenencia de la dote a la mujer queda patente en algunas limitaciones que se le imponen a la propiedad del marido sobre la misma:
- Las cosas muebles de la dote sustraídas por la mujer durante el matrimonio o con motivo del divorcio no quedan sujetas a la actio furti (por lo que no tienen consideración de hurto) contra la mujer, puesto que esta acción de hurto es infamante, y por ello se excluye en este caso de consideración al honor del matrimonio, aunque si queda legitimada pasivamente la mujer a la acción de hurto si la sustracción de las cosas tuvo lugar tras el divorcio. Sin embargo, el marido se encuentra legitimado activamente a la actio rerum amotarum, acción in factum y reipersecutoria, contra la mujer sui iuris.

- Los frutos obtenidos a partir de los bienes dotales pueden invertirse en productos alimenticios para la mujer sin incurrir en la prohibición de donaciones entre cónyuges.

- El marido necesita el permiso de su mujer para poder manumitir a los esclavos dotales. Gracias a la lex Iulia de maritandis ordinibus (que data del 18 a. C.), la mujer dispone de una acción para reclamar al marido todo lo obtenido a consecuencia de la manumisión.

- Desde Augusto, el marido no puede enajenar los fundos itálicos (terrenos localizados en el suelo de Italia) que formen parte de la dote.

- El marido tiene que responder ante la pérdida de las cosas dotales.

- La dote es excluida de la partición de la herencia del padre del marido, de tal forma que siempre queda reservada para este.

Si la mujer es sui iuris, los patrimonios del marido y de la mujer se mantienen separados. Sin contemplación de la dote, Justiniano denominó parafernales a todos los bienes privativos de la mujer.

## Restitución de la dote
Después del matrimonio, existe la obligación de restituir la dote si se ha estipulado su restitución mediante la cautio rei uxoriae (es lo que se conoce como dote recepticia). Sin embargo, también hay una forma alternativa de hacerse la estipulación, consistente en reclamar una estimación en vez de los objetos dotales (dos aestimata); así, el marido asume el riesgo de la pérdida de las cosas de la dote, pues queda obligado a pagarlo. 
El marido condenado por la actio rei uxoriae tiene derecho al beneficio de competencia, así como dispone de un plazo de tres años para la restitución de las cosas fungibles de la dote (a no ser que el marido incurriese en adulterio, por lo que se retira el plazo, y por mala conducta de menor gravedad, se le reduce el plazo de entrega a seis meses), puede retener los frutos dotales, y mediante una excepción, tiene la posibilidad de retener algunas cantidades deducidas por diferentes causas.

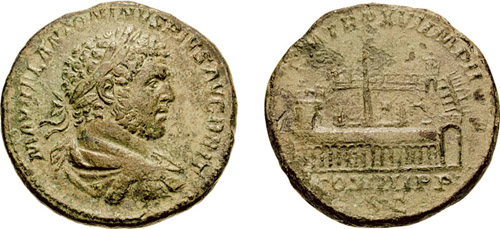
Las cosas fungibles son las cosas que se identifican por el género y la cantidad, constituyendo el dinero de curso legal la cosa fungible por excelencia en el Imperio romano.

Con la finalidad de conseguir aclarar la restitución de la dote, se deben distinguir diferentes supuestos de extinción del matrimonio y varias circunstancias posibles: 
- Cuando se sobreviene el divorcio, al mujer dispone en todo momento de la acción, pero si se trata de una alieni iuris y su padre está vivo, este debe reclamar junto a su hija (adiuncta filiae persona), y en el supuesto caso de que la mujer fallezca tras el divorcio, solo tienen la capacidad de reclamar los herederos cuando el marido se ha retrasado en la restitución. Si el divorcio tiene su causa en la conducta de la mujer o del padre de la misma, el marido tiene la oportunidad de reterner las siguientes deducciones: un sexto de la dote por cada hijo del matrimonio, sin llegar a superar en total la mitad de la dote (retentio propter liberos). Si la mujer ha incurrido en adulterio, el marido podrá retener otro sexto de la dote (retentio propter mores graviores). Finalmente, podrá retener un octavo por faltas de menor gravedad que hayan propiciado el divorcio (retentio propter mores leviores).

- Cuando fallece el marido, la mujer puede proceder a la reclamación de los herederos de su cónyuge difunto igual que sucede en el caso del divorcio, con la salvedad de que no existen retentiones para lo herederos.

- Cuando la que fallece es la mujer, o en su defecto sufre pena de esclavitud que no implique confiscación de sus bienes, la dote quedará para el marido si es adventicia. Si en caso contrario, la dote es profecticia y el padre constituyente vive, dispone de la actio rei uxoriae, aunque el marido podrá retener la quinta parte por cada hijo fruto del matrimonio.

Aparte de las posibles retenciones mencionadas, el marido también tendrá la opción de retener en base al valor de enriquecimiento obtenido por la mujer por motivo de los regalos recibidos del cónyuge (retentio propter res donatas), al valor de las cosas sustraídas por la esposa al marido por motivo del divorcio (retentio propter res amotas) y finalmente, también podrá retener por el valor de las impensas gastadas por el marido en la dote, ciñéndose exclusivamente a las necesarias y útiles, no las voluptuarias o las causadas por el mismo cultivo de la tierra dotal.

## Reforma de Justiniano
Fue el emperador Justiniano I el principal responsable de la reforma del régimen dotal y del patrimonio conyugal, caracterizándose por concebir a la dote como un patrimonio de obligada constitución para la mujer casada, que debe ser reservada para ayuda de esta tras la disolución del matrimonio. Consecuencia de esta situación era la propiedad de carácter temporal que el marido ejercía sobre los bienes dotales, siendo semejante a una especie de usufructo. Con las reformas justinianeas también se ampliaron las limitaciones impuestas a la propiedad del marido y las garantías para la restitución dotal.
Con Justiniano surge una nueva acción dotal (actio dotis), que en términos de contenido es prácticamente idéntica a la anterior actio rei uxoriae. Como curiosidad cabe mencionar que el emperador la llama actio ex estipulatu
La reforma dotal de Justiniano se completó con la de las donaciones nupciales (donationes propter nuptias), que el marido debe prometer a la mujer como aportación en compensación de la dote y cuyo fin consiste en afianzar el mantenimiento de su esposa en condición de viudez. 
El matrimonio desde siempre había supuesto una pérdida para la familia de la esposa, pero la crisis económica que azotó al Imperio romano durante el siglo V d. C. provocó que hecho matrimonial supusiese una pérdida todavía más grave. Es por ello por lo que la donatio hecha por el marido se convirtió en algo más cotidiano, al mismo tiempo que se estableció que la dote no podía ser en ningún caso inferior a la donación marital.